# Кантарана (Асти)
Кантарана је насеље у Италији у округу Асти, региону Пијемонт.
Према процени из 2011. у насељу је живело 257 становника. Насеље се налази на надморској висини од 163 м.